# Великі Колковиці
Великі Колковиці (рос. Большие Колковицы) — присілок в Княгининському районі Нижньогородської області Російської Федерації.
Населення становить 4 особи. Входить до складу муніципального утворення Бєлкинська сільрада.

## Історія
Від 2009 року входить до складу муніципального утворення Бєлкинська сільрада.

## Населення
| 2002 | 2010 |
| ---- | ---- |
| 10   | ↘4   |